# 吉斯格拉本河 (楚薩姆河支流)
48°33′9.81″N 10°40′57.36″E / 48.5527250°N 10.6826000°E
吉斯格拉本河是德國的河流，位於該國東南部，由巴伐利亞負責管轄，屬於楚薩姆河的左支流，河道全長2.4公里，流域面積2.8平方公里。